# Pinggau
Pinggau – gmina targowa w Austrii, w kraju związkowym Styrii, w powiecie Hartberg-Fürstenfeld. Do 31 grudnia 2012 należała do powiatu Hartberg.